# Wapen van Leopoldsburg

Het wapen van Leopoldsburg (sinds 1989).

Het wapen van Leopoldsburg is het heraldisch wapen van de Limburgse gemeente Leopoldsburg. Het wapen werd voor het eerst op 28 juni 1877 bij Koninklijk Besluit aan de gemeente toegekend en op 8 december 1990 bij Ministerieel Besluit herbevestigd.

## Geschiedenis
Het wapen verwijst naar het verleden van de gemeente, ontstaan rond een in 1835 opgericht militair kamp en sinds 1850 onder de naam Bourg-Léopold (Leopoldsburg) als afzonderlijke gemeente werd erkend. Jan Met den Anxt ontwierp in 1876 het gemeentewapen voor Leopoldsburg, waarbij de Belgische driekleur en de twee zwaarden naar de aanwezigheid van het Belgische leger verwijzen, terwijl in het schildhoofd het monogram van Leopold I van België herinnert aan haar stichter. Het wapen werd door de Koning en het Ministerie van Binnenlandse Zaken goedgekeurd op 18 december 1876.

## Blazoenering
De eerste blazoenering luidde:

Tiercé en pal, de sable, d'or et de gueules; à deux épées nues d'argent garnies d'or posées en sautoir, au chef de sinople, chargé de deux L adossées et surmonteés de la couronne royale aussi d'or.
Gedeeld in drieën van sabel, goud en keel, over alles heen twee schuingekruiste zwaarden van zilver met gevesten van goud; een schildhoofd van sinopel, beladen met twee afgewende letters L, overtopt met de koninklijke kroon, alles van goud.

— Koninklijk Besluit van 28 juni 1877.

De huidige blazoenering luidt:

Gedeeld in drieën van sabel, van goud en van keel, twee schuingekruiste zwaarden van zilver met gevest van goud over alles heen; schildhoofd: in sinopel twee afgewende hoofdletters L van goud, overtopt met de Belgische koningskroon.
— Ministerieel Besluit van 8 december 1990.

## Verwante wapens

De vlag van België.
Het wapen van België.
Monogram van koning Leopold I en koningin Louise Marie.